# مرگانا کینگ
مُرگانا کینگ (انگلیسی: Morgana King؛ زادهٔ ۴ ژوئن ۱۹۳۰ – درگذشتهٔ ۲۲ مارس ۲۰۱۸) یک خواننده جاز و هنرپیشه اهل ایالات متحده آمریکا بود. وی بین سال‌های ۱۹۴۶ تا ۱۹۹۸ میلادی فعالیت می‌کرد.
از فیلم‌ها یا برنامه‌های تلویزیونی که وی در آن نقش داشته‌است می‌توان به پدرخوانده و پدرخوانده: قسمت دوم اشاره کرد.